# Albiniana weyrauchi
Albiniana weyrauchi är en insektsart som först beskrevs av Young 1977.  Albiniana weyrauchi ingår i släktet Albiniana och familjen dvärgstritar. Inga underarter finns listade i Catalogue of Life.